# سيباستيان هينو
سيباستيان هينو (بالفرنسية: Sébastien Hinault)‏ مواليد 11 فبراير 1974 في سانت بريوك، فرنسا، هو دراج فرنسي في صنف سباق الدراجات على الطريق.

## سجل النتائج

### سباقات أو مراحل فاز بها
- طواف إسبانيا

### المراكز
- حقق المركز الـ 9 في باريس روبيكس 2010

## روابط خارجية
- سيباستيان هينو على موقع الاتحاد الدولي للدراجات (الإنجليزية)
- سيباستيان هينو على موقع أرشيف الدراجات (الإنجليزية)
- سيباستيان هينو على موقع إحصائيات الدراجات الإحترافية (الإنجليزية)
- سيباستيان هينو على موقع نسبة الدراجات (الإنجليزية)
- سيباستيان هينو على موقع CycleBase (الإنجليزية)